# هوآنتا
هوآنتا (به اسپانیایی: Huanta) شهرکی است در کشور پرو که در سال ۲۰۰۷ میلادی، حدود ۲۶٫۰۲۶ نفر جمعیت داشته است.

## جستارهای وابسته

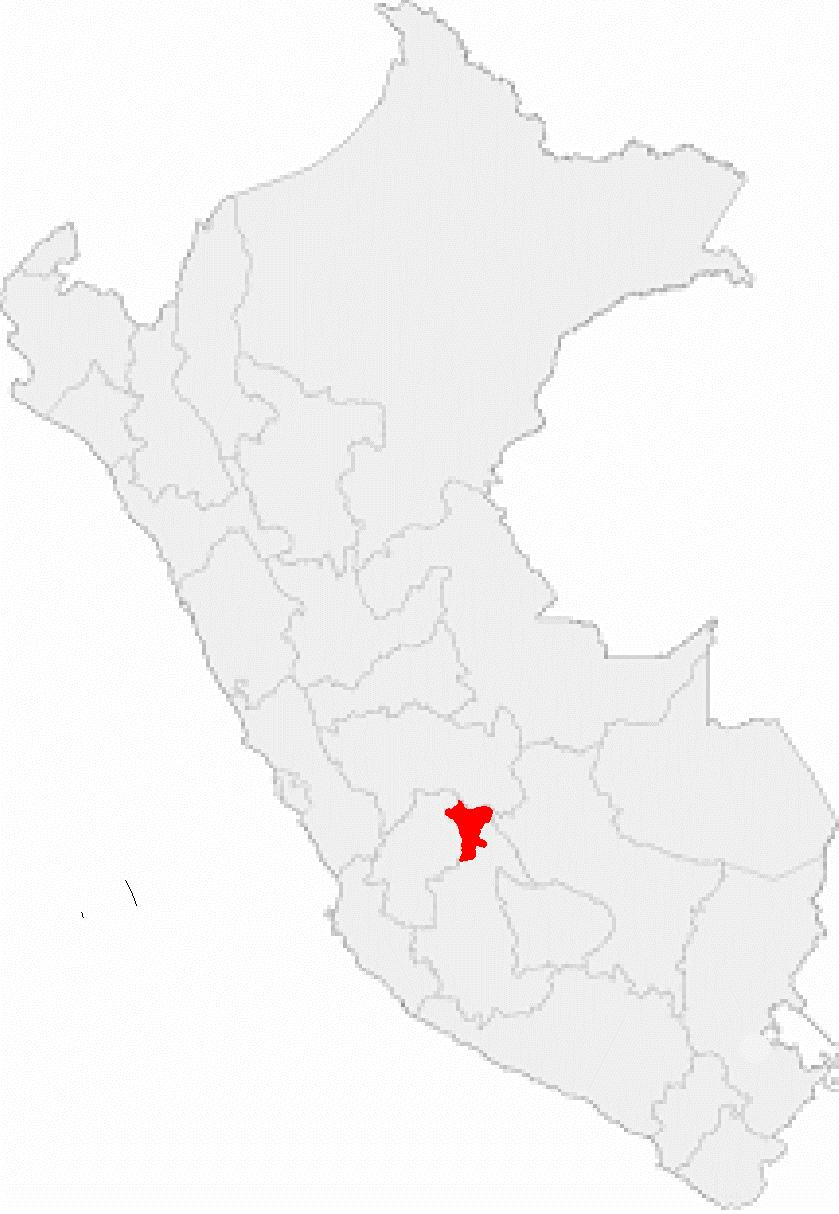